# 中原裕
中原 裕（なかはら ゆう）は、中澤秀樹、田島裕之のコンビの漫画家のペンネーム。当初は中澤と田島のほかに同級生の原を加え、3人で活動していた。埼玉県戸田市出身。田島裕之は、漫画家の田島昭宇の兄である。

## 来歴
集英社へ持ちこみを行ったことを機に、野部利雄のアシスタントを務める。1984年になかはらゆう名義で『週刊ヤングジャンプ』（集英社）に『リョウ』を投稿し、青年漫画賞で入選を受賞。同誌に掲載されてデビューを果たす。その後1987年より『週刊少年サンデー』（小学館）に『ぶっちぎり』、1990年より同誌で『タフ』を連載。1994年より『ビッグコミックスピリッツ』（同）に連載した『奈緒子』は、2008年に映画化されている。
2010年10月7日から10月18日に渋谷パルコの地下にある「ロゴスギャラリー」で行われた『ビッグコミックスピリッツ』の創刊30周年記念企画展示「スピリッツmeets PARCO」では、『スピリッツ』の歴代作家陣がお祝いイラストを寄せ、中原も参加。
2014年、『ビッグコミックスピリッツ』19号にて『ラストイニング』が完結した記念として、中原が阪神タイガースの藤浪晋太郎へインタビューを行い、対談を実施。
2015年、『ビッグコミックスピリッツ』2016年4・5合併号より『WILD PITCH!!!』の連載を開始。
2016年4月28日、単行本未掲載読み切りを収録した中原初の自選短編集『オンリー・ユー 中原裕 自選短編集』を刊行。
2018年、『ビッグコミックスピリッツ』16号のプロ野球の開幕特集にて、ストレイキャッツの公式キャラクターのスクラッキーによるプロ野球キャンプリポートを執筆し、中原が藤川球児へ直撃インタビューを行う様子が収録された。
2020年、『月刊!スピリッツ』（同）2021年1月号より『テルカンボーイズ』の連載を開始。
2021年、『ビッグコミックオリジナル』（同）にて18号よりコロナ禍で活動する高校球児を描く『僕らはそれを越えてゆく〜天彦野球部グラフィティー〜』の連載を開始。2024年、『週刊漫画ゴラク』（日本文芸社）にて集中連載の『はぐれもの〜春をさがしに〜』を連載。

## 人物
生粋の阪神タイガースファンである。

## 作品リスト

### 連載
- ぶっちぎり（『週刊少年サンデー』1987年9号 - 1989年30号）
- セブンティーン・コップ（原作：田部俊行、『週刊少年サンデー増刊号』1988年1月号 - 1988年7月号、全1巻）
- 人気者でいこう（『週刊少年サンデー』1989年35号 - 1990年32号、全5巻）
- タフ（『週刊少年サンデー』1990年33号 - 1991年31号、全5巻）
- トキオ（『週刊少年サンデー』1992年19号 - 1993年32号[14]、全6巻）
- 奈緒子（原作：坂田信弘、『ビッグコミックスピリッツ』1994年 - 2001年、全33巻）
  - 奈緒子 新たなる疾風（原作：坂田信弘、『ビッグコミックスピリッツ』2001年 - 2003年13号、全6巻）
- 江戸っ子エド公（原作：高橋遠州、『ビッグコミックオリジナル増刊』2003年5月12日号 - 2004年9月12日号、全1巻）
- ラストイニング（原作：神尾龍、監修：加藤潔、『ビッグコミックスピリッツ』2004年6・7合併号 - 2014年19号[5]、全44巻）
- WILD PITCH!!!（原案協力：加藤潔、『ビッグコミックスピリッツ』2016年4・5合併号[7] - 2019年52号、全142話、全16巻）
- テルカンボーイズ（『月刊!スピリッツ』2021年1月号[10] - 2021年5月号[15]、全1巻）
- 僕らはそれを越えてゆく〜天彦野球部グラフィティー〜（シナリオ協力：市田実、『ビッグコミックオリジナル』2021年18号[11] - 2023年10号[16]、全6巻）
- はぐれもの〜春をさがしに〜（作：神尾龍、『週刊漫画ゴラク』2024年2月16日号[12] - 2024年4月5日号[13]） - 集中連載[12]

### 読み切り
- リョウ（『週刊ヤングジャンプ』）
- クロコダイル・ダディ - 『オンリー・ユー 中原裕 自選短編集』収録
- 仁義のJ - 『オンリー・ユー 中原裕 自選短編集』収録
- ペンばらエース - 『オンリー・ユー 中原裕 自選短編集』収録
- 大江戸桜吹雪 - 『オンリー・ユー 中原裕 自選短編集』収録
- Fへの帰還（原作：上代務、『ビッグコミックオリジナル』2015年3号[17]） - 『オンリー・ユー 中原裕 自選短編集』収録
- 虎風想 僕と彼女とタイガース（『ビッグコミックオリジナル阪神タイガース増刊号』、2015年[18]） - 『オンリー・ユー 中原裕 自選短編集』収録
- はぐれもの〜アウトロー〜（原作：神尾龍、『週刊漫画ゴラク』2020年12月25日号[19]）

## 活動
2011年4月28日から5月1日まで、チャリティイベント「manga summit 東日本大震災復興支援泉谷しげるトーク&ライブ 4日間」が六本木ヒルズのイベントスペースumuにて開催され、浦沢直樹、福本伸行、星野泰視、中川いさみ、本秀康、吉田聡とともに中原も出演。漫画家だけではなく、ほかにイラストレーターやミュージシャンも出演した。
2016年8月28日、東京カルチャーカルチャーにてトークイベントを開催。ゲストとして押山雄一が参加したほか、バンド活動を行う中原の生歌を披露した。
2017年1月7日、喜国雅彦、国友やすゆきとともに東京カルチャーカルチャーにて、イベント「マンガワールド 其の48 マンガ家対バントークライブ」を開催。漫画家以外にバンド活動を行うメンバーで、ライブ演奏を行った。

## 関連人物
野部利雄
師匠。
浦沢直樹
師匠。浦沢は中原を友人と呼んでいる。
中平正彦
アシスタント。
光永康則
アシスタント。